# GPR89B
Protein GPR89B là protein ở người được mã hóa bởi gen GPR89B.

## Những vấn đề liên quan đến gen
- Hội chứng khuyết đoạn 1q21.1
- Hội chứng lặp đoạn 1q21.1